# Cortodera femorata
Cortodera femorata је инсект из реда тврдокрилаца (Coleoptera) и фамилије стрижибуба (Cerambycidae). Припада подфамилији Lepturinae.

## Распрострањење и станиште
Врста насељава Европу (осим јужних делова) и Малу Азију. У Србији је изузетно ретко бележена, за сада на свега три локалитета. Cortodera femorata насељава четинарске шуме и чистине у оквиру шума, углавном планинских предела.

## Опис
Тело је дугачко са релативно кратким пронотумом. Покрилца су најчешће црне до тамносиве боје, понекад су жутобраон обојена, са танком и тамном сутуром. Ноге су браон боје, осим базе фемура и предњих тибија које су генерално светле (црвенкасте или наранџасте боје). Пронотум и глава су сиве до црне боје. Првих неколико сегмената антена су светле, наранџасте боје а идући ка врху сегменти постају тамнији. Површина тела је покривена сивкастим длачицама. Дужина тела је од 7 до 12 mm.

## Биологија
Животни циклус траје две године. Ларве се развијају у опалим шишаркама различитих четинара. Адулти су активни од априла до јула, активни су дању и срећу се на осунчаним гранама или ређе на цветовима различитих биљака и палим деблима. Као домаћини јављају се четинари из родова Picea и Pinus.

## Синоними
- Leptura femorata Fabricius, 1787
- Cortodera affinis Schilsky, 1892
- Leptura fusca Gmelin, 1790 nec Geoffroy, 1785